# Línia de congelament
En astronomia o ciència planetària, la línia de congelament, també coneguda com la línia de congelació o línia de neu o línia de gel, es refereix en particular a la distància en la nebulosa solar des del centre del protosol on està prou freda perquè els compostos d'hidrogen, com l'aigua, amoníac i metà puguin condensar-se en grans de gel sòlid. És la distància a partir de la qual, en el si de la protonebulosa solar, les molècules i àtoms més lleugers del núvol que van ser desplaçats pel vent solar del proto-Sol, hidrogen, heli, carboni, nitrogen i els seus compostos més lleugers com l'aigua, òxid de carboni, amoníac i metà estaven a una temperatura prou baixa com per estar solidificats, formant sòlids grans de gel.
Depenent de la densitat, la temperatura s'estima en al voltant de 150 K. La línia de congelament del nostre sistema solar està en al voltant de 2,7 ua, prop de la meitat del cinturó d'asteroides.
Aquesta zona és al seu torn un punt d'inflexió en la formació del sistema solar primitiu, diferenciant-se en l'actual divisió entre dues classes de planetes: els planetes terrestres i els planetes jovians.
Les substàncies lleugeres de la nebulosa solar van ser arrossegades pel mateix vent solar, d'un sol nounat i velocitats superiors als 200 km/s, van ser expulsats fàcilment des de centre d'aquesta la nebulosa primitiva cap al seu exterior, més enllà de l'actual òrbita dels asteroides, en oposició a substàncies pesades com silicats i grans metàl·lics, que van orbitar a distàncies inferiors a les 3 unitats astronòmiques (ua) i van servir de base per a la formació de planetesimals que a través de l'acreció on es van constituir van formar els planetes terrestres i asteroides tant els actualment coneguts com d'altres que se suposa que va haver-hi i van servir de base per a l'existència de la lluna o els asteroides, fa 5.000 milions d'anys.
S'ha estimat que la temperatura llindar va ser inferior a 150 K (-120 °C), podent-se situar aquest lloc on actualment se situa la part central del cinturó d'asteroides a una distància mitjana de 2,7 ua, sent la més òptima per a la constitució de grànuls solidificats d'aquest material lleuger a temperatures de l'ordre de 70 K (-200 °C) i a una distància entre 4 i 5 unitats astronòmiques (ua) molt a prop de l'actual òrbita del planeta Júpiter.
El terme utilitzat procedeix de l'ús derivat del mateix en les ciències de la Terra i principalment geologia històrica.